# Syzygium variifolium
Syzygium variifolium là một loài thực vật có hoa trong Họ Đào kim nương. Loài này được Miq. miêu tả khoa học đầu tiên năm 1861.